# Баризоне III (Арборея)

Юдикаты средневековой Сардинии

Баризоне III, Баризоне Торкиторио IV (сард. Barisoni Trogodori IV; ок. 1190 — после 20 апреля 1217) — верховный правитель (юдекс, судья) юдиката Арборея, феодального владения на острове Сардиния с 1207/1211 и юдиката Кальяри с 1214 года. Сын судьи Арбореи Пьетро I ди Серра (лишённого власти и умершего в заключении) и его жены Бины (Якобины).

## Биография
После смерти отца Баризоне III предъявил свои права на наследство, захваченное Гульельмо ди Масса. В 1211 году, когда умер Угоне I (судья части Арбореи), он стал претендовать и на его территории.
В 1211 году Баризоне III женился на Бенедетте ди Кальяри (1194—1232/33) — дочери Гульельмо ди Масса, и после смерти тестя (1214) объединил под своей властью юдикаты Арборея и Кальяри. Для свадьбы потребовалось папское разрешение, так как жених и невеста были достаточно близкими родственниками. 18 ноября 1215 года они принесли оммаж Святому Престолу.
Баризоне III умер в 1217 году (после 20 апреля). Юдикат Кальяри унаследовал его недавно родившийся сын Гульельмо II ([1215/ 22 мая 1216] — 1254), Арборею получил Пьетро II — сын Угоне I.